# Fernando Ávalos
Fernando Horacio Ávalos (Posadas, 31 marzo 1978) è un ex calciatore argentino, di ruolo difensore.